# خلیج جاسوسان
خلیج جاسوسان (لهستانی: Zatoka szpiegów) یک مینی‌سریال درام تاریخی لهستانی است که در سال ۲۰۲۴ منتشر شد.

## خلاصهٔ داستان
در دههٔ ۱۹۴۰ در گدنیا، یک افسر نازی آبور در می‌یابد که ریشه و اصالتی لهستانی دارد و تصمیم می‌گیرد که جاسوس متفقین شود. او وظیفه به دست آوردن اطلاعات در مورد کریگس‌مارینه در جریان نبرد آتلانتیک را بر عهده می‌گیرد.

## گزیدهٔ بازیگران
- بارتوش گلنر
- آنا رادوان
- ماریوش بوناشفسکی
- کارولینا کومینک

## قسمت‌ها
| شم. | عنوان    | مدت زمان | تاریخ انتشار اصلی |
| --- | -------- | -------- | ----------------- |
| ۱   | «قسمت ۱» | ۴۴ دقیقه | ۷ ژانویه ۲۰۲۴     |
| ۲   | «قسمت ۲» | ۴۵ دقیقه | ۱۴ ژانویه ۲۰۲۴    |
| ۳   | «قسمت ۳» | ۴۵ دقیقه | ۲۱ ژانویه ۲۰۲۴    |
| ۴   | «قسمت ۴» | ۴۵ دقیقه | ۲۸ ژانویه ۲۰۲۴    |
| ۵   | «قسمت ۵» | ۴۵ دقیقه | ۴ فوریه ۲۰۲۴      |
| ۶   | «قسمت ۶» | ۴۵ دقیقه | ۱۱ فوریه ۲۰۲۴     |
| ۷   | «قسمت ۷» | ۴۴ دقیقه | ۱۸ فوریه ۲۰۲۴     |
| ۸   | «قسمت ۸» | ۴۵ دقیقه | ۲۵ فوریه ۲۰۲۴     |
| ۹   | «قسمت ۹» | ۴۵ دقیقه | ۳ مارس ۲۰۲۴       |